# 里灿
里灿（法語：Ritzing，法語發音：[ʁitsɛ̃]；洛林法兰克语：Rezéngen）是法国摩泽尔省的一个旧市镇，属于蒂永维尔区。2019年1月1日，里灿与市镇芒德伦合并为新市镇芒德伦-里灿。

## 地理
里灿（49°26'10"N, 6°27'40"E）面积6.15 平方千米，位于法国大東部大區摩泽尔省，该省份为法国东北部内陆省份，是洛林的一部分，西南接默尔特-摩泽尔省，东临下莱茵省，北与卢森堡和德国接壤。
与里灿接壤的市镇（或旧市镇、城区）包括：基尔什莱锡尔克、基什瑙门、劳恩斯特罗夫、芒德伦、雷默兰。
里灿的时区为UTC+01:00、UTC+02:00（夏令时）。

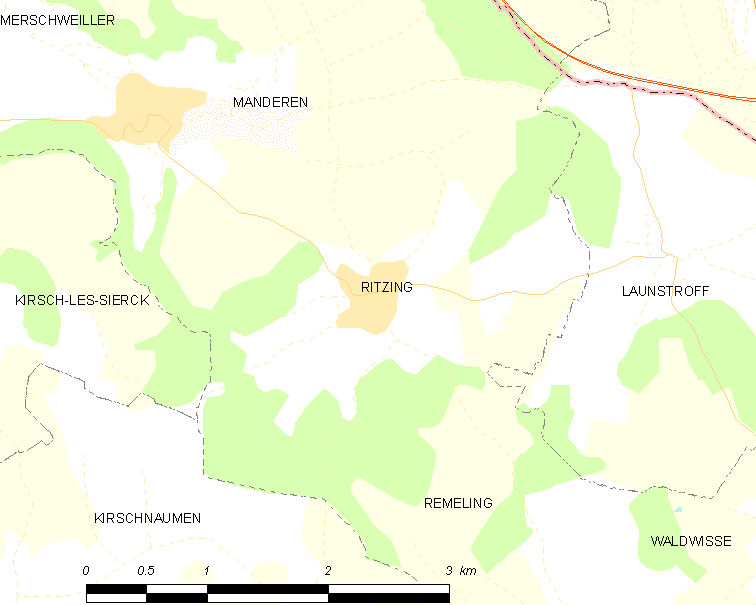
里灿的OSM定位图

## 行政
里灿的邮政编码为57480，INSEE市镇编码为57585。

## 政治
里灿所属的省级选区为布宗维尔县。

## 人口

1962-2008年间里灿人口变化图示

里灿于2018年1月1日时的人口数量为179人。